# تلقراح
تلقراح (به عربی: تلقراح) یک روستا در سوریه است که در ناحیه مارع واقع شده‌است. تلقراح ۲٬۴۷۷ نفر جمعیت دارد.